# Frederic Newton Williams
Frederick Newton Williams ( 19 de marzo de 1862 , Brentford, Middlesex - 6 de mayo de 1923, ibíd.) fue un botánico inglés.

## Algunas publicaciones
- Notes on the Pinks of Western Europe. 1889. 47 pp.
- Enumeratio specierum varietatumque generis dianthus ... 1889. 23 pp.
- A monograph of the genus Dianthus, L.. 1893. 133 pp.
- On the genus Arenaria, L. 1895
- Prodromus florae britannicae. 1901–1912
- Art and Manual Training in the High School. En: The Elementary School Teacher. 4, N.º 7, The University of Chicago Press, marzo de 1904, pp. 507–509

- La abreviatura «F.N.Williams» se emplea para indicar a Frederic Newton Williams como autoridad en la descripción y clasificación científica de los vegetales.[1]